# HKT48 栄光のラビリンスpresents 大人のカフェ×HKT48特別公演 〜君の答えを探して〜
HKT48 栄光のラビリンスpresents大人のカフェ×HKT48特別公演 ～君の答えを探して～（エイチケイティフォーティーエイト えいこうのラビリンスプレゼンツ おとなのカフェ×エイチケイティフォーティーエイトとくべつこうえん きみのこたえをさがして）は、2017年10月3日～6日に東京・原宿クエストホールで｢福岡凱旋公演編｣として2018年4月12日～14日に福岡・BARKUP FUKUOKAで大人のカフェのメンバー3人とHKT48のメンバー4人によって行われたコント劇。

## 概要
スマホアプリ「栄光のラビリンス」で行われたコント劇出演リクエストランキングで、上位4人に選ばれて出演権を獲得した。投票1位の秋吉が女子高生の幽霊役で、2位の駒田が霊媒師役を、3位下野と4位豊永が秋吉の同級生役を、それぞれ演じた。脚本は伊達さんが担当し、主軸の合間に繰り広げるコントが伏線となっていて痛快で巧みな構成になっている。｢福岡凱旋公演編｣は出演者やファンが再演を熱望したことから実現した。台本は福岡用に一部アレンジした。

## あらすじ
事故で他界した憧れの美少女（秋吉）の幽霊に、「大人のカフェ」の3人が20年の時を経て告白の返事を聞く。

## キャスト
HKT48
- 秋吉優花
- 駒田京伽
- 下野由貴
- 豊永阿紀

大人のカフェ
- 飯野智司
- 加賀成一
- 伊達さん